# Głębock (Lelkowo)
Pour les articles homonymes, voir Głębock.
Głębock est un village polonais de la voïvodie de Varmie-Mazurie, dans le powiat de Braniewo.